# 虹 (くるりの曲)
「虹」（にじ）は、くるりの2ndシングル。1999年2月24日発売。発売元はSPEEDSTAR RECORDS。くるりの1stアルバムである『さよならストレンジャー』に収録。

## 概要
- くるりの2ndシングル。岸田繁曰く、くるりを象徴している曲。現在でもよく演奏される曲である。
- メジャーデビュー前の『くるりの一回転』や『もしもし』の頃から存在していたが、歌詞が一部異なっている。
- ベストアルバム『ベスト オブ くるり -TOWER OF MUSIC LOVER-』に収録された。
- ジャケットは佐藤征史が気に入っていた風景であり、佐藤自身が撮影した。

## 収録曲
1. 虹（作詞・作曲:岸田繁　編曲:くるり&佐久間正英）
TVK「Mutoma JAPAN」テーマソング。
テレビ東京「JAPAN COUNTDOWN」エンディングテーマ。
2. りんご飴（作詞・作曲：岸田繁）
『さよならストレンジャー』に収録されている。
3. ハロースワロー（作詞・作曲：岸田繁）
岸田曰く、曲は気に入っているがCDに入っているバージョンはあまり気に入っていないとのこと。たまにライブで演奏される。